# Маль-ди-Вентре
Маль-ди-Ве́нтре (итал. Mal di Ventre, сард. Malu Entu) — необитаемый остров близ центральной части западного побережья Сардинии. Находится в 6—7 км от побережья, относится к коммуне Кабрас, провинции Ористано. В переводе с сардинского название острова означает «плохой воздух» или «плохой ветер», что отражает его подверженность сильным западным ветрам (мистраль).

## География
Остров плоский, с абсолютной высотой не более 18 м, площадью около 80 га. Западные берега скалистые, восточные — отлогие с песчаными пляжами — из-за действия мистралей. Помимо родникового водоёма единственным источником пресной воды на острове является дождевая вода. 
Остров является частью охраняемого морского заповедника «Полуостров Синис — остров Маль-ди-Вентре».
На западном берегу стоит автономный маяк на солнечных батареях.

## Флора
Растительность на острове представлена такими видами, как мастиковое дерево, олива европейская, ладанник, розмарин лекарственный и хамеропс. На форму растений сильно влияют западные ветра мистрали.

## Фауна
Воды вблизи острова посещаются головастыми черепахами и тюленями-монахами. Из млекопитающих на острове присутствуют только дикие кролики. Орнитофауна представлена различными видами морских птиц, включая большого баклана, средиземноморского и обыкновенного буревестника, средиземноморскую чайку, чайку Одуэна и сокола Элеоноры. Из пресмыкающихся встречаются сухопутные черепахи и жёлто-зелёный полоз. Также, предположительно, но острове встречается каракурт, укус которого может быть опасен для человека.

## История
На острове найдены остатки нурагов, говорящие о его посещении людьми ещё в бронзовом веке. На острове также находятся римские руины.
Название острова на итальянском появилось из-за ошибки перевода, когда савойские картографы неправильно перевели сардинское название Malu 'Entu («плохой ветер») на итальянский как Mal di Ventre («боль в животе»).

### Сепаратизми Республика Малу-Венту
Остров был местом проведения нескольких акций, связанных со сторонниками независимости Сардинии. В частности, в 1980-х гг. здесь собирались сторонники социалистической Сардинии из ультралевой Партии сардинской независимости, а в 2008 г. Сальваторе Мелони, посещавший остров до этого уже 20 лет, провозгласил независимую Республику Малу-Венту, ссылаясь на право на самоопределение. Через 5 месяцев он был выдворен с острова служителями заповедника и оштрафован за нанесение ущерба природе, хотя позже всё равно вернулся на остров.